# 鵜沼三ツ池町
鵜沼三ツ池町（うぬまみついけちょう）は、岐阜県各務原市の地名。現行行政町名は鵜沼三ツ池町一丁目から鵜沼三ツ池町六丁目。
江戸時代、この地域の開発のため移住した軒数が20軒であったことから、この地域を二十軒とも呼ぶ。

## 地理
各務原市の東部の鵜沼地区に位置する。町域の東部は各務山の前町、鵜沼各務原町、西部は蘇原中央町、蘇原興亜町、蘇原三柿野町、鵜沼川崎町及び航空自衛隊岐阜基地、南部は鵜沼朝日町、北部は各務西町、各務山の前町に接する。
町域にはJR高山本線、名鉄各務原線が通過する。
地名は江戸時代の享保6年（1721年）、尾張藩が主導して開発が始まった新田「三ツ池新田」に因む。「三ツ池」はかつてこの地域に存在した三つの小さな池のことであるが、太平洋戦争時に軍需工場建設のため埋め立てられている。旧・鵜沼町では三つ池区とも称されている。
道路
- 国道21号
- 県道17号江南関線が通過
- 産業通り

## 歴史
1721年（享保6年）、尾張藩が主導して鵜沼村の住民を移住させ、新田（三ツ池新田）の開発が始まる。この時に移住した軒数から、この地域を「二十軒」とも呼ぶようになった。三ツ池新田の集落は中山道沿いにあり、住民は新田開発を行いつつ立場も営んでいた。
第ニ次世界大戦前、現在の鵜沼三ツ池町四丁目、五丁目には陸軍各務原陸軍飛行場の各務原陸軍航空廠技能者養成所があり、戦後は開拓地として開放された。
この地域一帯が鵜沼土地改良区西工区として区画整理され、1975年（昭和50年）1月21日、鵜沼の一部をもって鵜沼三ツ池町を設置する

## 世帯数と人口
2024年（令和6年）10月1日現在の世帯数と人口は以下の通りである。
| 丁目               | 世帯数    | 人口    |
| ------------------ | --------- | ------- |
| 鵜沼三ツ池町一丁目 | 240世帯   | 478人   |
| 鵜沼三ツ池町二丁目 | 505世帯   | 1,095人 |
| 鵜沼三ツ池町三丁目 | 437世帯   | 913人   |
| 鵜沼三ツ池町四丁目 | 381世帯   | 793人   |
| 鵜沼三ツ池町五丁目 | 696世帯   | 1,518人 |
| 鵜沼三ツ池町六丁目 | 106世帯   | 272人   |
| 計                 | 2,365世帯 | 5,069人 |

## 小・中学校の学区
市立小・中学校に通う場合、学区は以下の通りとなる。
| 番・番地等 | 小学校                   | 中学校               |
| ---------- | ------------------------ | -------------------- |
| 全域       | 各務原市立鵜沼第二小学校 | 各務原市立中央中学校 |

## 交通
- 名古屋鉄道各務原線二十軒駅
- 各務原市ふれあいバス稲羽線

## 主な施設
- 三ツ池公園
- 三ツ池西公園
- 炉畑遺跡公園
  - 炉畑遺跡
  - 旧桜井家
- 三ツ池公民館
- 三ツ池第2公民館
- 子苑第2幼稚園
- 合歓の木南幼稚園
- 神明神社 - 銀幣社
- 長楽寺
- 岐阜車体工業
- 豊桑産業
- テックランド各務原店
- カネスエ各務原鵜沼店